# Dichelopandalus leptocerus
Dichelopandalus leptocerus is een garnalensoort uit de familie van de Pandalidae. De wetenschappelijke naam van de soort is voor het eerst geldig gepubliceerd in 1881 door Smith.